# Don Pramudwinai
Don Pramudwinai (tiếng Thái: ดอน ปรมัตถ์วินัย, RTGS: Don Poramatwinai, IPA: [dɔːn pɔː.rá.mát.wí.naj]; sinh ngày 25 tháng 1 năm 1950) là một nhà ngoại giao Thái Lan. Ông từng là Bộ trưởng Bộ Ngoại giao Thái Lan.

## Giáo dục
Pramudwinai theo học Trường Trung học Suankularb Wittayalai. Ông nhận được bằng B.A. về khoa học chính trị và bằng M.A. về quan hệ quốc tế từ Đại học California tại Los Angeles. Ông cũng nhận được bằng M.A. về quan hệ quốc tế từ Trường Luật và Ngoại giao Fletcher tại Đại học Tufts.

## Sự nghiệp

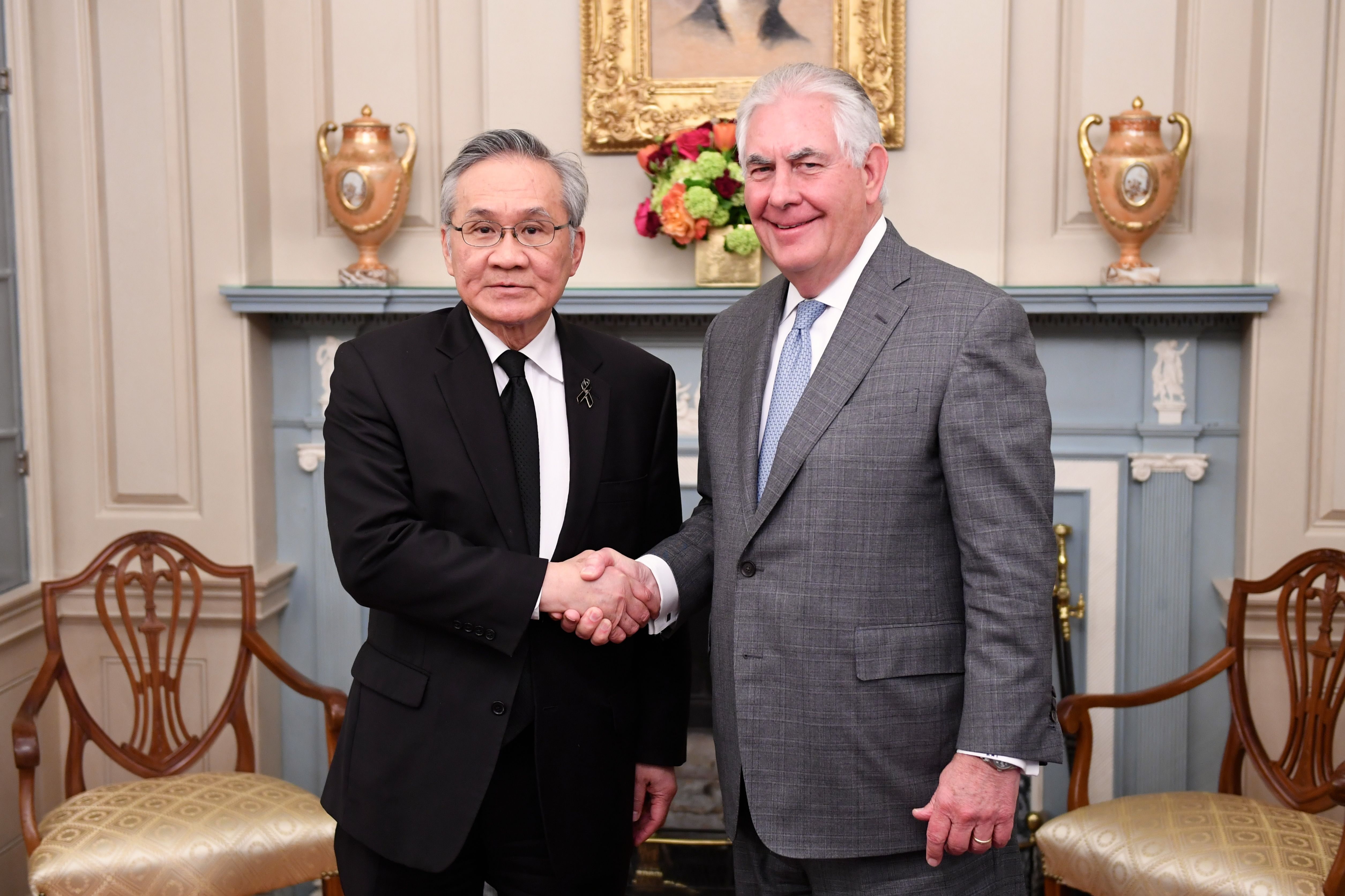
Ngoại trưởng Mỹ Rex Tillerson đứng chụp ảnh với Ngoại trưởng Thái Lan Pramudwinai trước cuộc họp của họ ở Washington

Pramudwinai gia nhập Bộ Ngoại giao Thái Lan năm 1974. Năm 1992, ông được bổ nhiệm làm Vụ trưởng Vụ Các vấn đề Đông Á. Từ năm 1994 đến năm 1998, ông được bổ nhiệm làm Đại sứ Thái Lan tại Thụy Sĩ, Thành Vatican và Liechtenstein. Từ năm 1999 đến năm 2000, ông đảm nhiệm vai trò người phát ngôn Bộ Ngoại giao. Từ năm 2000 đến năm 2004, ông là Đại sứ Thái Lan tại Cộng hòa Nhân dân Trung Hoa, Cộng hòa Dân chủ Nhân dân Triều Tiên và Mông Cổ. Từ năm 2004 đến năm 2007, ông là Đại sứ Thái Lan tại Liên minh châu Âu. Từ năm 2007 đến năm 2009, ông là đại diện thường trực Thái Lan tại Liên Hợp Quốc. Từ năm 2009 đến năm 2010, ông là Đại sứ Thái Lan tại Hoa Kỳ. Năm 2014, ông được bổ nhiệm làm Thứ trưởng Bộ Ngoại giao và năm 2015 được bổ nhiệm giữ chức vụ Bộ trưởng Bộ Ngoại giao Thái Lan.